# Station Gødstrup
Station Gødstrup is een spoorweghalte in de  Deense stad Herning aan de spoorlijn Holstebro - Vejle dat werd geopend op 15 maart 2021.
Het station bestaat uit een 120 m lang perron langs de enkelsporige lijn en  ligt op ongeveer 200 m van de hoofdingang van het ziekenhuis. De bouw van het station komt voort uit een initiatief van de politieke partijen S, R, DF en SF  die het op  7 februari 2012 eens werden om DKK 16,5 miljoen uit te trekken  voor een nieuw station in Gødstrup. Het perron werd in november-december 2018 gebouwd door het bouwbedrijf Forstas in opdracht van Banedanmark, waarna Banedanmark en DSB abri's, borden en ander perronmeubilair leverden.
De gemeente Herning heeft het voorplein ingericht met een bushalte, een parkeerplaats en een kiss-and-ride-zone waar chauffeurs passagiers kunnen ophalen en wegbrengen. Het station werd op 15 maart 2021 in gebruik genomen. Er was echter geen officiële opening vanwege de beperkingen in verband met de coronapandemie. 
Het dorp Gødstrup, 300 m ten zuidoosten van het station, had van 1904 tot rond 1969 een station met dezelfde naam. Het oude stationsgebouw staat er nog steeds.